# Gressittocerus elongatus
Gressittocerus elongatus är en insektsart som beskrevs av Maldonado-capriles 1985. Gressittocerus elongatus ingår i släktet Gressittocerus och familjen dvärgstritar. Inga underarter finns listade i Catalogue of Life.